# Peter Collett (1767-1823)
 Der er flere personer med dette navn, se Peter Collett.
Peter Collett (1767 (døbt 4. juli) på Rønnebæksholm ved Næstved – 21. april 1823 på St. Croix) var hof- og stadsretsassessor.

## Karriere
Da han var 10 år, solgte faren Rønnebæksholm, og familien flyttede til København. Han blev indskrevet som privatist ved Københavns Universitet i 1783, og han bestod i 1785 juridisk embedseksamen, hvorefter han 1790 blev protokolsekretær i Højesteret og 1793 assessor i Hof- og Stadsretten.

## Debattør og tab af embede
Den politisk bevægede tid øvede sin stærke indflydelse på den unge frihedsmand; fra klublivet var han kendt for sine yderliggående anskuelser. Men særlig henvendtes opmærksomheden på ham, da Michael Gottlieb Birckner havde opflammet sine landsmænd ved sit skrift Om Trykkefriheden og dens Love (1797).
Næppe var dette udkommet, før der i Adresseavisen anonymt stilledes den forespørgsel, om forfatteren ikke fortjente en æresmedalje. Collett indrykkede derefter sammesteds, at han fuldstændig delte denne mening og modtog subskription herpå. Snart efter lod Collett i Lærde Efterretninger trykke en anmeldelse af Birckners skrift, hvilken samtidig blev særskilt udgivet. Her gik han endnu videre end Birckner med hensyn til spørgsmålet om det omfang, trykkefriheden burde have; han udtalte sig for, at en forfatter ikke burde tiltales eller straffes, selv når denne ligefrem rådede til opstand, men vel den, der rådede til oprør, foruden adskillige andre ikke mindre betænkelige paradokser. Som følge af denne anmeldelse blev Collett ved kongelig resolution af 30. september 1797 uden lov og dom afskediget uden pension fra sit embede, noget, der var aldeles uhørt siden Johann Friedrich Struensees dage og vakte den største bevægelse. Resolutionen henviste til, at kongen, efter at denne mand således havde kundgjort sin tænkemåde, ikke kunne betro ham at være dommer iblandt sit folk, hvis sikkerhed var Hs. Majestæt for kær til, at han kunne tåle at se domstolene beklædte af en person, der anså edsbrud som en god handling og gudsfornægtelse som den største hæder.
Collett selv måtte afskedigelsen så meget føleligere ramme, som han få dage forinden havde fejret sit bryllup. Men vennerne kappedes om at lette hans vanskelige kår. Rasmus Nyerup ilede med at overdrage ham redaktionen af «Lærde Efterretninger»; denne ledede han derefter, indtil forordningen 27. september 1799 udkom. Knud Lyne Rahbek tilbød ham at være medudgiver af Minerva, i hvis årgange 1798-99 der findes adskillige stykker, mest af politisk og juridisk karakter, af Collett.

## Ophør af forfattervirksomhed
Efter udstedelsen af forordningen af 27. september 1799, der væsentlig indskrænkede trykkefriheden, nedlagde Collett fuldstændig sin pen og levede mest af juridiske manuduktioner. Imidlertid var regeringen dog ikke mere uvenlig stemt imod ham, end at han, da han 1800 søgte bestalling som prokurator på St. Croix, fik denne. I Dansk Vestindien mødte ham megen velvilje og fandt godt udkomme. 1817 blev han skifteforvalter på St. Croix og medlem af skifteretten på St. Thomas og St. Jan; tillige fik han justitsråds titel. 1819-21 var han i Danmark og Norge i besøg hos familien. Han døde på St. Croix 21. april 1823.

## Ægteskaber
Hans første hustru var enke efter kontorchef, kancellisekretær Adolf Fibiger, Margrethe Caroline Fibiger, født Holm. Rahbek skildrer hende som "den ædle og aandfulde" og regner det collettske hus blandt sin og sin Kammas kæreste og interessanteste omgang. Hun døde ikke længe efter ankomsten til Vestindien. 1803 indgik Collett andet ægteskab med Christine Sophie Constance v. Wickede, der året efter sin mands død flyttede til København og døde 1830 på Bakkegården ved Frederiksberg. Collett efterlod ikke Børn.